# HAARP (álbum)
HAARP é um álbum e vídeo ao vivo da banda britânica de rock alternativo Muse, lançado em 17 de Março de 2008 no Reino Unido e em 1 de Abril de 2008 nos Estados Unidos. O CD documenta a performance da banda no Estádio de Wembley em Londres a 16 de Junho de 2007, enquanto o DVD contém 20 faixas da performance de 17 de Junho. O nome do álbum é inspirado no High Frequency Active Auroral Research Program.

## Lista de músicas
Todas as faixas escritas e compostas por Muse. 
| CD  |                                       |         |  |
| N.º | Título                                | Duração |  |
| 1.  | "Intro/Dance of the Knights"          | 1:44    |  |
| 2.  | "Knights of Cydonia"                  | 6:37    |  |
| 3.  | "Hysteria"                            | 4:19    |  |
| 4.  | "Supermassive Black Hole"             | 4:01    |  |
| 5.  | "Map of the Problematique"            | 5:22    |  |
| 6.  | "Butterflies and Hurricanes"          | 5:56    |  |
| 7.  | "Invincible"                          | 6:15    |  |
| 8.  | "Starlight"                           | 4:13    |  |
| 9.  | "Time Is Running Out"                 | 4:23    |  |
| 10. | "New Born"                            | 8:16    |  |
| 11. | "Unintended"                          | 4:26    |  |
| 12. | "Micro Cuts"                          | 3:37    |  |
| 13. | "Stockholm Syndrome"                  | 7:47    |  |
| 14. | "Take a Bow"                          | 4:42    |  |
| 15. | "City of Delusion" (versão do iTunes) | 5:08    |  |

| DVD |                                       |         |  |
| N.º | Título                                | Duração |  |
| 1.  | "Intro/Dance of the Knights"          | 1:50    |  |
| 2.  | "Knights of Cydonia"                  | 6:29    |  |
| 3.  | "Hysteria"                            | 4:11    |  |
| 4.  | "Supermassive Black Hole"             | 4:12    |  |
| 5.  | "Map of the Problematique"            | 5:08    |  |
| 6.  | "Butterflies and Hurricanes"          | 6:13    |  |
| 7.  | "Hoodoo"                              | 3:32    |  |
| 8.  | "Apocalypse Please"                   | 4:45    |  |
| 9.  | "Feeling Good"                        | 3:46    |  |
| 10. | "Invincible"                          | 5:49    |  |
| 11. | "Starlight"                           | 4:14    |  |
| 12. | "Improv"                              | 0:52    |  |
| 13. | "Time Is Running Out"                 | 4:30    |  |
| 14. | "New Born"                            | 9:16    |  |
| 15. | "Soldier's Poem"                      | 2:19    |  |
| 16. | "Unintended"                          | 4:42    |  |
| 17. | "Blackout"                            | 5:02    |  |
| 18. | "Plug In Baby"                        | 4:27    |  |
| 19. | "Stockholm Syndrome"                  | 8:06    |  |
| 20. | "Take a Bow" (inclui créditos finais) | 10:00   |  |

## Tabelas musicais
| Críticas profissionais | Críticas profissionais |
| Avaliações da crítica  | Avaliações da crítica  |
| Fonte                  | Avaliação              |
| ---------------------- | ---------------------- |
| AbsolutePunk.net       | 90%                    |
| Allmusic               | [ 4 ]                  |
| Melodic                | [ 5 ]                  |
| NME                    | 8/10                   |
| Pitchfork Media        | 6.5/10                 |
| Q                      | [ 8 ]                  |

| País (2008)    | Posição | Certificação |
| -------------- | ------- | ------------ |
| Reino Unido    | 2       | Ouro         |
| Austrália      | 13      | Ouro         |
| Bélgica        | 3       |              |
| Dinamarca      | 12      |              |
| Países Baixos  | 4       |              |
| Finlândia      | 9       |              |
| França         | 3       |              |
| Alemanha       | 27      |              |
| Irlanda        | 5       |              |
| Itália         | 6       |              |
| México         | 2       |              |
| Noruega        | 2       | ouro         |
| Nova Zelândia  | 2       |              |
| Portugal       | 10      |              |
| Espanha        | 24      |              |
| Suécia         | 36      |              |
| Suíça          | 6       |              |
| Estados Unidos | 46      | ouro         |